# Enric Cortès
 (juillet 2024).
Si vous disposez d'ouvrages ou d'articles de référence ou si vous connaissez des sites web de qualité traitant du thème abordé ici, merci de compléter l'article en donnant les références utiles à sa vérifiabilité et en les liant à la section « Notes et références ».
Enric Cortès i Minguella, né en 1939 à Guimerà, est un capucin et bibliste catalan. 

## Biographie
Il étudie la théologie à l'Université de Fribourg et il devient docteur à Rome en 1972, avec la thèse Los discursos de adiós de Gn 49 a Jn 13-17. Pistas para la historia de un género literario en la antigua literatura judía (Les discours de l'adieu de Gn 49 à Jn 13-17. Traces pour l'histoire d'un genre littéraire chez l'ancienne littérature juive) (1976). Il est secrétaire de l’Association biblique de la Catalogne depuis sa fondation en 1973 et chef du département de Bible et professeur chez la Faculté de théologie de la Catalogne (ca). Il est capucin et appartient actuellement[Quand ?] à la Fraternité Capucine de Sarrià[réf. nécessaire].
Il étudie les manuscrits hébreux de Girona. Il publie d'autres études d'exégèse importantes sur la Bible, en catalan et en espagnol. Il a traduit en espagnol des œuvres de la littérature juive ancienne. Dans la version de la Bible de la Fondation Biblique Catalane, il traduit le Livre d'Abdias et le Livre de Malachie. Il fait aussi partie du groupe de traducteurs de la Bible interconfessionnel.
Après ses études à Fribourg-Rome-Jérusalem il devient spécialiste en littérature juive ancienne, littérature intertestamentaire et judaïsme médiéval. Il est professeur émérite de la Faculté de Théologie de la Catalogne où il a enseigné la théologie biblique. Il est le directeur de la collection “Littérature Intertestamentaire” et il est membre et fondateur de l'Association de Rechercheurs du Judaïsme Catalan. À l’ISCREB (Institut Supérieur de Sciences Religieuses de Barcelone) il enseigne l'hébreu, le judaïsme post-biblique et l'introduction au Nouveau Testament. Il publie de nombreux articles à la Revue Catalane de Théologie.